# Yuki Morikawa
Yuki Morikawa (森川 裕基 Morikawa Yuki?), född 7 januari 1993 i Kyoto prefektur, är en japansk fotbollsspelare.
Morikawa började sin karriär 2015 i Kamatamare Sanuki.